# FC Twente in het seizoen 1970/71

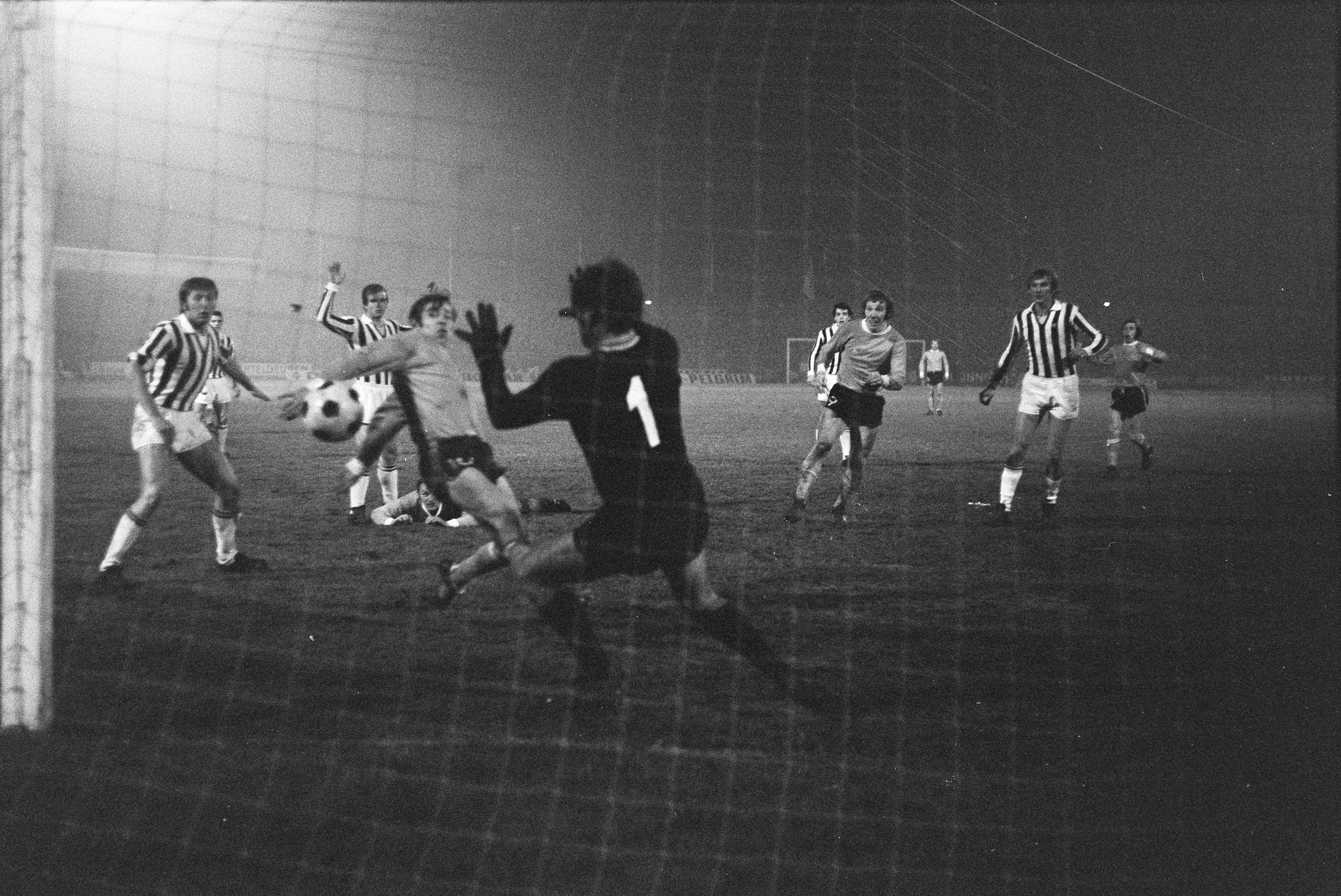
Kwartfinale van Jaarbeursstedenbeker, 17 februari 1971. FC Twente tegen Juventus FC 2-2; tweede Twente doelpunt.

Het seizoen 1970/1971 was het zesde jaar in het bestaan van de Nederlandse voetbalclub FC Twente. De Tukkers kwamen uit in de Nederlandse Eredivisie, namen deel aan het toernooi om de KNVB beker en speelden in de Jaarbeursstedenbeker.
Voor het vijfde achtereenvolgende jaar was Kees Rijvers trainer van FC Twente. Hij werd geassisteerd door Spitz Kohn.
In de aanloop naar het nieuwe seizoen was de Duitse spitsspeler Uwe Blotenberg verkocht aan Fortuna Köln. De belangrijkste aankoop was de 18-jarige tweeling René van de Kerkhof en Willy van de Kerkhof, die overkwamen van de Helmondse amateurclub RKSV MULO.

## Wedstrijden

### Eredivisie 1970/71
| |                                                                                                 |               |                                                                                  | |
| 23 augustus 1970 | Volendam                                                                                        | 0 - 1 (0 - 0) | FC Twente                                                                        | Opstelling FC Twente: |
| Sportpark Volendam 9.000 toeschouwers Leo van der Kroft |                                                                                                 |               | 89. Theo Pahlplatz                                                               | Schrijvers, Van Ierssel, Drost, De Vries, Achterberg, Huve, Van der Vall, Nagy, Pahlplatz, Jeuring (Ten Donkelaar), R. van de Kerkhof                       |
| - Twente-doelman Schrijvers stopte in de 18e minuut van de wedstrijd een strafschop genomen door Arnold Mühren. |                                                                                                 |               |                                                                                  | |
| |                                                                                                 |               |                                                                                  | |
| 30 augustus 1970 | FC Twente                                                                                       | 1 - 1 (1 - 1) | Telstar                                                                          | Opstelling FC Twente: |
| Stadion Het Diekman 13.500 toeschouwers Henk Pijper | Jan Jeuring 25'                                                                                 |               | 27' Paul van Egmond                                                              | Schrijvers, Van Ierssel, Drost, De Vries, Achterberg, Huve (Streuer), Van der Vall, Nagy, Pahlplatz, Jeuring, R. van de Kerkhof                             |
| |                                                                                                 |               |                                                                                  | |
| 6 september 1970 | Excelsior                                                                                       | 1 - 2 (1 - 1) | FC Twente                                                                        | Opstelling FC Twente: |
| Stadion Woudestein 8.000 toeschouwers Ben Hoppenbrouwer | Theo van Toledo 44'                                                                             |               | 38' Jan Jeuring 66' René van de Kerkhof                                          | Schrijvers, Van Ierssel, Drost, De Vries, Achterberg, Huve, Van der Vall, Ten Donkelaar (Streuer), Pahlplatz, Jeuring, R. van de Kerkhof (Notten)           |
| |                                                                                                 |               |                                                                                  | |
| 13 september 1970 | FC Twente                                                                                       | 0 - 1 (0 - 1) | Sparta                                                                           | Opstelling FC Twente: |
| Stadion Het Diekman 16.500 toeschouwers Henk Brouwer |                                                                                                 |               | 11' Janusz Kowalik                                                               | Kenderesi, Van Ierssel, Drost, De Vries, Achterberg, Huve, Van der Vall (Streuer), Nagy (W. van de Kerkhof), Pahlplatz, Jeuring, R. van de Kerkhof          |
| - Jan Klijnjan van Sparta werd in de 83e minuut uit het veld gestuurd. Kort daarvoor keerde Twente-doelman Kenderesi, die de zieke Piet Schrijvers verving, een strafschop van Jørgen Kristensen. |                                                                                                 |               |                                                                                  | |
| |                                                                                                 |               |                                                                                  | |
| 20 september 1970 | FC Twente                                                                                       | 2 - 0 (1 - 0) | AZ'67                                                                            | Opstelling FC Twente: |
| Stadion Het Diekman 12.000 toeschouwers Henk Klopper | Willem de Vries 35' René van de Kerkhof 90'                                                     |               |                                                                                  | Schrijvers, Van Ierssel (Oranen), Drost, De Vries, Achterberg (Notten), Huve, Van der Vall, W. van de Kerkhof, Pahlplatz, Jeuring, R. van de Kerkhof        |
| |                                                                                                 |               |                                                                                  | |
| 25 september 1970 | PSV                                                                                             | 0 - 0         | FC Twente                                                                        | Opstelling FC Twente: |
| Philips Stadion 20.000 toeschouwers Ad Boogaerts |                                                                                                 |               |                                                                                  | Schrijvers, Van Ierssel, Drost, De Vries, Achterberg, Huve, Van der Vall (Streuer), Oranen, Pahlplatz, Jeuring (Notten), R. van de Kerkhof                  |
| |                                                                                                 |               |                                                                                  | |
| 4 oktober 1970 | FC Twente                                                                                       | 3 - 0 (0 - 0) | NAC                                                                              | Opstelling FC Twente: |
| Stadion Het Diekman 12.500 toeschouwers Lau van Ravens | Jan Jeuring 66' René van de Kerkhof 73' René van de Kerkhof 85'                                 |               |                                                                                  | Schrijvers, Van Ierssel, De Vries, Achterberg, Oranen, Huve, Van der Vall, Notten, Pahlplatz, Jeuring, R. van de Kerkhof                                    |
| |                                                                                                 |               |                                                                                  | |
| 18 oktober 1970 | Holland Sport                                                                                   | 0 - 0         | FC Twente                                                                        | Opstelling FC Twente: |
| Houtrust 12.000 toeschouwers Henk Pijper |                                                                                                 |               |                                                                                  | Schrijvers, Van Ierssel, Drost, De Vries, Oranen, Huve, Van der Vall (Ten Donkelaar), Achterberg (W. van de Kerkhof), Pahlplatz, Jeuring, R. van de Kerkhof |
| - Eddy Achterberg liep in deze wedstrijd een gebroken rechterkuitbeen op. |                                                                                                 |               |                                                                                  | |
| |                                                                                                 |               |                                                                                  | |
| 25 oktober 1970 | FC Twente                                                                                       | 1 - 0 (0 - 0) | AFC Ajax                                                                         | Opstelling FC Twente: |
| Stadion Het Diekman 24.500 toeschouwers Leo van der Kroft | René van de Kerkhof 86'                                                                         |               |                                                                                  | Schrijvers, Van Ierssel, Drost, De Vries, Oranen (Rooks), Huve, Van der Vall, W. van de Kerkhof (Streuer), Pahlplatz, Jeuring, R. van de Kerkhof            |
| |                                                                                                 |               |                                                                                  | |
| 1 november 1970 | FC Haarlem                                                                                      | 0 - 4 (0 - 1) | FC Twente                                                                        | Opstelling FC Twente: |
| Haarlemstadion 7.000 toeschouwers Ben Hoppenbrouwer |                                                                                                 |               | 14' Jan Jeuring 59' Jan Jeuring 70' René van de Kerkhof 84' Willy van de Kerkhof | Schrijvers, Van Ierssel, Drost, De Vries, Ten Donkelaar (Streuer), Huve (Notten), Van der Vall, W. van de Kerkhof, Pahlplatz, Jeuring, R. van de Kerkhof    |
| - Door de overwinning steeg FC Twente naar de vierde plaats op de ranglijst, op drie punten van ADO en op één punt van PSV en Sparta. |                                                                                                 |               |                                                                                  | |
| |                                                                                                 |               |                                                                                  | |
| 15 november 1970 | FC Twente                                                                                       | 2 - 0 (2 - 0) | FC Utrecht                                                                       | Opstelling FC Twente: |
| Stadion Het Diekman 18.500 toeschouwers Jan Keizer | René van de Kerkhof 12' Jan Streuer 43'                                                         |               |                                                                                  | Schrijvers, Van Ierssel, Drost, De Vries, Huve, Van der Vall, Streuer, W. van de Kerkhof, Pahlplatz, Jeuring, R. van de Kerkhof                             |
| |                                                                                                 |               |                                                                                  | |
| 22 november 1970 | Feijenoord                                                                                      | 1 - 1 (0 - 0) | FC Twente                                                                        | Opstelling FC Twente: |
| Stadion Feijenoord 60.000 toeschouwers Lau van Ravens | Rinus Israël (p) 85'                                                                            |               | 72' Jan Jeuring                                                                  | Schrijvers, Van Ierssel, Drost, De Vries, Huve, Van der Vall, Pahlplatz, Notten, W. van de Kerkhof, Jeuring, R. van de Kerkhof                              |
| |                                                                                                 |               |                                                                                  | |
| 29 november 1970 | FC Twente                                                                                       | 2 - 0 (2 - 0) | Go Ahead                                                                         | Opstelling FC Twente: |
| Stadion Het Diekman 20.000 toeschouwers Ad Boogaerts | Jan Jeuring 49' René van de Kerkhof 86'                                                         |               |                                                                                  | Schrijvers, Van Ierssel, Drost, De Vries, Huve (Ten Donkelaar), Notten, Van der Vall (Streuer), Pahlplatz, W. van de Kerkhof, Jeuring, R. van de Kerkhof    |
| |                                                                                                 |               |                                                                                  | |
| 6 december 1970 | N.E.C.                                                                                          | 0 - 0         | FC Twente                                                                        | Opstelling FC Twente: |
| Stadion De Goffert 20.000 toeschouwers Henk Brouwer |                                                                                                 |               |                                                                                  | Schrijvers, Van Ierssel, Drost, De Vries, Huve, Notten, Van der Vall, Pahlplatz, W. van de Kerkhof (Rooks), Jeuring, Nagy (Streuer)                         |
| |                                                                                                 |               |                                                                                  | |
| 20 december 1970 | ADO                                                                                             | 1 - 1 (0 - 0) | FC Twente                                                                        | Opstelling FC Twente: |
| Zuiderpark Stadion 23.000 toeschouwers Jan Keizer | Wietze Couperus 86'                                                                             |               | 75' Jan Jeuring                                                                  | Schrijvers, Van Ierssel, Drost, De Vries, Oranen, Huve, Van der Vall, Pahlplatz, W. van de Kerkhof (Rooks), Jeuring, Nagy (R. van de Kerkhof)               |
| - Invaller Loyd Rooks raakte na afloop van deze wedstrijd bij een verkeersongeluk ernstig gewond. Zijn voetballoopbaan was daardoor ten einde. |                                                                                                 |               |                                                                                  | |
| |                                                                                                 |               |                                                                                  | |
| 23 december 1970 | FC Twente                                                                                       | 2 - 0 (1 - 0) | MVV                                                                              | Opstelling FC Twente: |
| Stadion Het Diekman 12.500 toeschouwers Leo van der Kroft | René van de Kerkhof 10' Willy van de Kerkhof 89'                                                |               |                                                                                  | Schrijvers, Van Ierssel, Drost, De Vries, Oranen, Huve, Van der Vall, Pahlplatz, W. van de Kerkhof, Jeuring, R. van de Kerkhof (Notten)                     |
| |                                                                                                 |               |                                                                                  | |
| 17 januari 1971 | Telstar                                                                                         | 0 - 0 (0 - 0) | FC Twente                                                                        | Opstelling FC Twente: |
| Stadion De Goffert 6.500 toeschouwers Henk Pijper |                                                                                                 |               |                                                                                  | Schrijvers, Van Ierssel, Drost, De Vries, Oranen, Huve, Van der Vall, Pahlplatz, W. van de Kerkhof, Jeuring, R. van de Kerkhof                              |
| - Na zeventien wedstrijden stond FC Twente op een zesde plaats, op vier punten van koplopers Feijenoord en ADO, drie punten van Sparta, twee punten van PSV en één punt van Ajax. Twente had één wedstrijd minder gespeeld dan de bovenste vijf. Opmerkelijk was dat Twente in de eerste helft van het seizoen slechts vijf tegendoelpunten moest incasseren. |                                                                                                 |               |                                                                                  | |
| |                                                                                                 |               |                                                                                  | |
| 23 januari 1971 | FC Twente                                                                                       | 5 - 0 (3 - 0) | Excelsior                                                                        | Opstelling FC Twente: |
| Stadion Het Diekman 14.000 toeschouwers Henk Geurens | Jan Jeuring 5' Jan Jeuring 28' Willy van de Kerkhof 39' René van de Kerkhof 79' Jan Jeuring 82' |               |                                                                                  | Schrijvers, Van Ierssel, Drost, De Vries, Oranen, Huve, Van der Vall, Pahlplatz, W. van de Kerkhof, Jeuring, R. van de Kerkhof                              |
| |                                                                                                 |               |                                                                                  | |
| 31 januari 1971 | Sparta                                                                                          | 2 - 1 (2 - 1) | FC Twente                                                                        | Opstelling FC Twente: |
| Het Kasteel 19.000 toeschouwers Ad Boogaerts | Janusz Kowalik 7' Janusz Kowalik 42'                                                            |               | 16' René van de Kerkhof                                                          | Schrijvers, Van Ierssel, Drost, De Vries, Oranen, Huve (Streuer), Van der Vall, Pahlplatz, W. van de Kerkhof, Jeuring, R. van de Kerkhof                    |
| |                                                                                                 |               |                                                                                  | |
| 7 februari 1971 | FC Twente                                                                                       | 1 - 1 (1 - 0) | DWS                                                                              | Opstelling FC Twente: |
| Stadion Het Diekman 13.000 toeschouwers Ben Hoppenbrouwer | Kick van der Vall 25'                                                                           |               | 83' Martin Kamminga                                                              | Schrijvers, Van Ierssel, Drost, De Vries, Oranen, Huve, Van der Vall, Pahlplatz, Pirard (Streuer), Jeuring, R. van de Kerkhof                               |
| |                                                                                                 |               |                                                                                  | |
| 13 februari 1971 | FC Twente                                                                                       | 2 - 1 (1 - 0) | Volendam                                                                         | Opstelling FC Twente: |
| Stadion Het Diekman 10.000 toeschouwers Joop Vervoort | Jac. Jonk (ed) 30' Jan Jeuring 37'                                                              |               | 87' Jack Hoogland                                                                | Schrijvers, Van Ierssel, Drost, De Vries, Oranen, Huve (Ten Donkelaar), Van der Vall, Pahlplatz, W. van de Kerkhof, Jeuring, R. van de Kerkhof (Pirard)     |
| - De thuiswedstrijd tegen Volendam was eerder vastgesteld op 10 januari, maar destijds afgelast. Twente bleef op de ranglijst op een zesde plaats staan, maar verkleinde de achterstand op koplopers PSV, Feijenoord en Sparta tot drie punten. |                                                                                                 |               |                                                                                  | |
| |                                                                                                 |               |                                                                                  | |
| 21 februari 1971 | AZ                                                                                              | 0 - 2 (0 - 1) | FC Twente                                                                        | Opstelling FC Twente: |
| Alkmaarderhout 7.000 toeschouwers Leo van der Kroft |                                                                                                 |               | 25' Theo Vonk (ed) 79' Willy van de Kerkhof                                      | Schrijvers, Van Ierssel, Drost, De Vries, Oranen, Huve (Ten Donkelaar), Van der Vall (Notten), Pahlplatz, W. van de Kerkhof, Jeuring, R. van de Kerkhof     |
| |                                                                                                 |               |                                                                                  | |
| 28 februari 1971 | FC Twente                                                                                       | 2 - 1 (0 - 0) | PSV                                                                              | Opstelling FC Twente: |
| Stadion Het Diekman 19.500 toeschouwers Jan Keizer | Willy van de Kerkhof 54' Jan Jeuring 90'                                                        |               | 61' Henning Munk Jensen                                                          | Schrijvers, Van Ierssel, Drost, De Vries, Oranen, Huve, Van der Vall, Pahlplatz, W. van de Kerkhof (Ten Donkelaar), Jeuring, R. van de Kerkhof              |
| |                                                                                                 |               |                                                                                  | |
| 21 maart 1971 | FC Twente                                                                                       | 3 - 1 (2 - 0) | Holland Sport                                                                    | Opstelling FC Twente: |
| Stadion Het Diekman 11.500 toeschouwers Henk Pijper | Kick van der Vall 2' Jan Streuer 35' Willem de Vries 72'                                        |               | 67' Ben Roode                                                                    | Schrijvers, Van Ierssel, Drost, De Vries, Oranen, Van der Vall, Huve, Pahlplatz, W. van de Kerkhof (R. van de Kerkhof), Jeuring, (Streuer)                  |
| - Na vierentwintig wedstrijden stond Twente op een derde plaats, op één punt van de koplopers Feijenoord en Ajax. |                                                                                                 |               |                                                                                  | |
| |                                                                                                 |               |                                                                                  | |
| 28 maart 1971 | AFC Ajax                                                                                        | 3 - 0 (1 - 0) | FC Twente                                                                        | Opstelling FC Twente: |
| Stadion De Meer 26.000 toeschouwers Theo Boosten | Johan Neeskens 3' Barry Hulshoff 48' Sjaak Swart 58'                                            |               |                                                                                  | Schrijvers, Van Ierssel, Drost, De Vries, Oranen, Huve, Van der Vall, Pahlplatz, Streuer, Jeuring, R. van de Kerkhof                                        |
| |                                                                                                 |               |                                                                                  | |
| 12 april 1971 | NAC                                                                                             | 0 - 1 (0 - 1) | FC Twente                                                                        | Opstelling FC Twente: |
| NAC-Stadion 10.000 toeschouwers Arie van Gemert |                                                                                                 |               | 6' René van de Kerkhof                                                           | Schrijvers, Van Ierssel, Drost, De Vries, Oranen, Huve, Pahlplatz, Streuer, W. van de Kerkhof (Ten Donkelaar), Jeuring, R. van de Kerkhof                   |
| |                                                                                                 |               |                                                                                  | |
| 18 april 1971 | FC Twente                                                                                       | 2 - 0 (0 - 0) | FC Haarlem                                                                       | Opstelling FC Twente: |
| Stadion Het Diekman 14.000 toeschouwers Janus Aalbrecht | Jan Jeuring 80' Jan Jeuring 85'                                                                 |               |                                                                                  | Schrijvers, Van Ierssel, Drost, De Vries, Oranen, Streuer (Notten), Huve, Pahlplatz (Ten Donkelaar), W. van de Kerkhof, Jeuring, R. van de Kerkhof          |
| |                                                                                                 |               |                                                                                  | |
| 25 april 1971 | FC Utrecht                                                                                      | 1 - 2 (0 - 1) | FC Twente                                                                        | Opstelling FC Twente: |
| Stadion Galgenwaard 15.000 toeschouwers Jef Dorpmans | Jan Groenendijk 84'                                                                             |               | 13' Kees van Ierssel 88' Willy van de Kerkhof                                    | Schrijvers, Van Ierssel, Drost, De Vries, Oranen, Huve, Bruggink (Ten Donkelaar), Pahlplatz, W. van de Kerkhof, Jeuring, R. van de Kerkhof                  |
| |                                                                                                 |               |                                                                                  | |
| 2 mei 1971 | FC Twente                                                                                       | 1 - 2 (0 - 1) | Feijenoord                                                                       | Opstelling FC Twente: |
| Stadion Het Diekman 25.000 toeschouwers Henk Brouwer | Jan Jeuring 74'                                                                                 |               | 43' Ove Kindvall 46' Ove Kindvall                                                | Schrijvers, Van Ierssel, Drost, De Vries, Oranen (Notten), Achterberg, Huve (Bruggink), Pahlplatz, W. van de Kerkhof, Jeuring, R. van de Kerkhof            |
| - Door de nederlaag zakte Twente van een derde naar een vijfde plaats en kwam het op vijf punten achterstand van koploper Feijenoord. |                                                                                                 |               |                                                                                  | |
| |                                                                                                 |               |                                                                                  | |
| 9 mei 1971 | Go Ahead                                                                                        | 1 - 0 (1 - 0) | FC Twente                                                                        | Opstelling FC Twente: |
| De Adelaarshorst 17.000 toeschouwers Leo van der Kroft | Oeki Hoekema 27'                                                                                |               |                                                                                  | Schrijvers, Van Ierssel, Drost, De Vries, Oranen, Achterberg (Notten), Van der Vall (Huve), Pahlplatz, W. van de Kerkhof, Jeuring, R. van de Kerkhof        |
| |                                                                                                 |               |                                                                                  | |
| 16 mei 1971 | FC Twente                                                                                       | 2 - 0 (1 - 0) | N.E.C.                                                                           | Opstelling FC Twente: |
| Stadion Het Diekman 10.000 toeschouwers Joop Vervoort | Benno Huve 42' Kees van Ierssel 69                                                              |               |                                                                                  | Schrijvers, Van Ierssel, Drost, De Vries, Oranen, Van der Vall, Huve, Pahlplatz, W. van de Kerkhof (Notten), Jeuring (Achterberg), R. van de Kerkhof        |
| |                                                                                                 |               |                                                                                  | |
| 23 mei 1971 | MVV                                                                                             | 0 - 2 (0 - 1) | FC Twente                                                                        | Opstelling FC Twente: |
| Geusselt 3.500 toeschouwers Charles Corver |                                                                                                 |               | 20' François Herben (ed) 69' Jan Jeuring                                         | Schrijvers, Van Ierssel, Drost, De Vries, Oranen, Huve (Achterberg), Van der Vall, Pahlplatz, W. van de Kerkhof, Jeuring, R. van de Kerkhof (Notten)        |
| |                                                                                                 |               |                                                                                  | |
| 31 mei 1971 | FC Twente                                                                                       | 0 - 0         | ADO                                                                              | Opstelling FC Twente: |
| Stadion Het Diekman 16.000 toeschouwers Jef Dorpmans |                                                                                                 |               |                                                                                  | Schrijvers, Van Ierssel, Drost, De Vries, Oranen, Van der Vall, Huve (Achterberg), Pahlplatz, W. van de Kerkhof, Jeuring, R. van de Kerkhof (Streuer)       |
| |                                                                                                 |               |                                                                                  | |
| 6 juni 1971 | DWS                                                                                             | 0 - 0         | FC Twente                                                                        | Opstelling FC Twente: |
| Olympisch Stadion 1.500 toeschouwers Jan Keizer |                                                                                                 |               |                                                                                  | Schrijvers, Van Ierssel, Drost, De Vries, Oranen, Notten (Huve), Bruggink, Pahlplatz (R. van de Kerkhof), W. van de Kerkhof, Jeuring, Streuer               |
| |                                                                                                 |               |                                                                                  | |

### KNVB beker 1970/71
| | |               |                                                     | |
| 1e ronde | FC Twente | 7 - 0 (3 - 0) | Hermes DVS                                          | Opstelling FC Twente: |
| 15 augustus 1970 Sportpark Harga 6.000 toeschouwers Tjeerd Elzinga                                                               | René Notten 4' Theo Pahlplatz 5' Theo Pahlplatz 26' René van de Kerkhof 55' Theo Pahlplatz 57' Theo Pahlplatz 76' Issy ten Donkelaar 80' |               |                                                     | Schrijvers, Van Ierssel, Drost, De Vries, Achterberg, Huve, Notten, Nagy, Pahlplatz, Jeuring, R. van de Kerkhof (Ten Donkelaar)                     |
| | |               |                                                     | |
| 3e ronde | Sparta | 3 - 2 (2 - 1) | FC Twente                                           | Opstelling FC Twente: |
| 14 maart 1971 Het Kasteel 15.000 toeschouwers Lau van Ravens                                                                     | Jan Klijnjan (p) 20' Janusz Kowalik 45' Hans Venneker 119'                                                                               | n.v.          | 29' Kick van der Vall (p) 65' Kick van der Vall (p) | Schrijvers, Van Ierssel, Drost, De Vries, Oranen, Notten (Streuer), Van der Vall, Pahlplatz, W. van de Kerkhof (Pirard), Jeuring, R. van de Kerkhof |
| - Na een bye in de tweede ronde, werd FC Twente in de derde ronde (laatste 16) uitgeschakeld door de latere bekerwinnaar Sparta. | |               |                                                     | |
| | |               |                                                     | |

### Jaarbeursstedenbeker 1970/71
| | |                      |                                             | |
| 1e ronde (uit) | AEK Athene                                                                                            | 0 - 1 (0 - 1)        | FC Twente                                   | Opstelling FC Twente: |
| 2 september 1970 Stadion Nikos Goumas 25.000 toeschouwers Josip Strmečki | |                      | 12' René van de Kerkhof                     | Schrijvers, Van Ierssel, Drost, De Vries, Achterberg, Huve, Van der Vall, R. van de Kerkhof (Ten Donkelaar), Nagy, Jeuring, Pahlplatz (Streuer)           |
| | |                      |                                             | |
| 1e ronde (thuis) | FC Twente                                                                                             | 3 - 0 (2 - 0)        | AEK Athene                                  | Opstelling FC Twente: |
| 8 september 1970 Stadion Het Diekman 17.000 toeschouwers Ken Burns | Theo Pahlplatz 37' René van de Kerkhof 42' Theo Pahlplatz 50'                                         |                      |                                             | Schrijvers, Van Ierssel, Drost, De Vries, Huve (Ten Donkelaar), Achterberg, Van der Vall, Nagy, Pahlplatz, Jeuring, R. van de Kerkhof (W. van de Kerkhof) |
| - AEK-doelman Stelios Konstantinidis viel in de 25e minuut uit nadat hij ongelukkig aan het hoofd werd geraakt door verdediger Giorgos Kefalidis. FC Twente bekerde door de tweevoudige winst op AEK door naar de tweede ronde. | |                      |                                             | |
| | |                      |                                             | |
| 2e ronde (uit) | Eskişehirspor                                                                                         | 3 - 2 (2 - 0)        | FC Twente                                   | Opstelling FC Twente: |
| 28 oktober 1970 Eskişehir Atatürkstadion 22.000 toeschouwers Marijan Raus | Halil Güngördü 40' Fethi Heper 44' Fethi Heper 90'                                                    |                      | 71' Theo Pahlplatz 86' Willy van de Kerkhof | Schrijvers, Van Ierssel, Drost, De Vries, Huve (Ten Donkelaar), W. van de Kerkhof, Van der Vall, Rooks, Pahlplatz, Jeuring, R. van de Kerkhof (Streuer)   |
| - Enkele dagen voor de wedstrijd krijgt FC Twente te horen dat het niet mag landen op het militaire vliegveld van Eskişehir. Het vertrekt daarom een dag voor de wedstrijd naar Istanbul, om vervolgens per bus via Bursa naar Eskişehir te reizen. Onderweg wordt op gasstelletjes een maaltijd bereid voor de selectie. De wedstrijd werd beslist door een doelpunt in de zesde minuut van de blessuretijd. | |                      |                                             | |
| | |                      |                                             | |
| 2e ronde (thuis) | FC Twente                                                                                             | 6 - 1 (3 - 1)        | Eskişehirspor                               | Opstelling FC Twente: |
| 4 november 1970 Stadion Het Diekman 24.500 toeschouwers Rudi Glöckner | Jan Jeuring 2' Jan Jeuring 15' René van de Kerkhof 42' Jan Jeuring 53' Jan Streuer 68' Antal Nagy 83' |                      | 30' Fethi Heper                             | Schrijvers, Van Ierssel, Drost, De Vries, Huve, Notten, Van der Vall, Pahlplatz, W. van de Kerkhof, Jeuring (Nagy), R. van de Kerkhof (Streuer)           |
| - FC Twente plaatste zich door dit resultaat voor de derde ronde. | |                      |                                             | |
| | |                      |                                             | |
| 3e ronde (uit) | Dinamo Zagreb                                                                                         | 2 - 2 (2 - 1)        | FC Twente                                   | Opstelling FC Twente: |
| 9 december 1970 Maksimirstadion 9.000 toeschouwers Josef Bucek | Josip Gucmirtl 17' Josip Gucmirtl 36'                                                                 |                      | 37' Theo Pahlplatz 89' René van de Kerkhof  | Schrijvers, Van Ierssel, Drost, De Vries, Huve, Notten (Rooks), Van der Vall, Pahlplatz, Nagy (W. van de Kerkhof), Jeuring, R. van de Kerkhof             |
| | |                      |                                             | |
| 3e ronde (thuis) | FC Twente                                                                                             | 1 - 0 (1 - 0)        | Dinamo Zagreb                               | Opstelling FC Twente: |
| 16 december 1970 Stadion Het Diekman 24.500 toeschouwers Danny Lyden | Jan Jeuring 23'                                                                                       |                      |                                             | Schrijvers, Van Ierssel, Drost, De Vries (Notten), Oranen, Huve, Van der Vall, Pahlplatz, W. van de Kerkhof, Jeuring, R. van de Kerkhof                   |
| - FC Twente plaatste zich door dit resultaat voor de kwartfinale. | |                      |                                             | |
| | |                      |                                             | |
| kwartfinale (uit) | Juventus FC                                                                                           | 2 - 0 (1 - 0)        | FC Twente                                   | Opstelling FC Twente: |
| 27 januari 1971 Stadio Comunale Vittorio Pozzo 20.000 toeschouwers José María Ortiz de Mendíbil | Helmut Haller 7' Adriano Novellini 87'                                                                |                      |                                             | Schrijvers, Van Ierssel, Drost, De Vries, Oranen, Huve, Van der Vall, Pahlplatz, W. van de Kerkhof (Streuer), Jeuring, R. van de Kerkhof (Notten)         |
| | |                      |                                             | |
| 3e ronde (thuis) | FC Twente                                                                                             | 2 - 2 (2 - 0, 1 - 0) | Juventus FC                                 | Opstelling FC Twente: |
| 17 februari 1971 Stadion Het Diekman 24.500 toeschouwers Erich Linemayr | Theo Pahlplatz 10' Epi Drost 51'                                                                      | n.v.                 | 96' Pietro Anastasi 97' Pietro Anastasi     | Schrijvers, Van Ierssel (Ten Donkelaar), Drost, De Vries, Oranen, Huve (Notten), Van der Vall, Pahlplatz, W. van de Kerkhof, Jeuring, R. van de Kerkhof   |
| - Met twee doelpunten in de verlenging besliste Juventus de wedstrijd en was FC Twente uitgeschakeld. | |                      |                                             | |
| | |                      |                                             | |

ADO ·
Ajax ·
AZ '67 ·
DWS ·
Excelsior ·
Feijenoord ·
Go Ahead ·
Haarlem ·
Holland Sport ·
MVV ·
NAC ·
N.E.C. ·
PSV ·
Sparta ·
Telstar ·
FC Twente '65 ·
FC Utrecht ·
Volendam